# Скарош
Скарош (словац. Skároš) — село в окрузі Кошиці-околиця Кошицького краю Словаччини. Площа села 36,87 км². Станом на 31 грудня 2016 року в селі проживало 1118 жителів.

## Історія
Перші згадки про село датуються 1270 роком.

## Географія
Протікають Брадлянський потік і Мілічський потік.

## Населення
| Рік:            | 1994. | 2004.    | 2014.   | 2024.   |
| --------------- | ----- | -------- | ------- | ------- |
| Кількість осіб: | 947   | 1052     | 1117    | 1162    |
| Різниця:        |       | +11,08 % | +6,17 % | +4,02 % |

| Рік:            | 2023. | 2024.   |
| --------------- | ----- | ------- |
| Кількість осіб: | 1148  | 1162    |
| Різниця:        |       | +1,21 % |